# Tuyên Quang
Tuyên Quang wymowaⓘ – miasto w północnym Wietnamie, stolica prowincji Tuyên Quang. W 2008 roku ludność miasta wynosiła 38 444 mieszkańców.